# Église Saint-Nicolas de La Queue-en-Brie
Pour les articles homonymes, voir Église Saint-Nicolas.
L'église Saint-Nicolas est une église catholique située à La Queue-en-Brie dans le Val-de-Marne, en France.

## Historique
Il existait une paroisse sur cet emplacement, au XIe siècle.
Le bâtiment actuel a été édifié au XIIIème.

## Description
Dans cette église se trouve une statue de Saint Nicolas du XVIe siècle, classée aux Monuments Historiques. Les vitraux sont typiques de la fin du XIXe siècle.